# United Free Church of Scotland
United Free Church of Scotland (UFCOS) är en presbyteriansk kyrka i Skottland bildad år 1900 genom samgående mellan Free Church of Scotland och United Presbyterian Church.
En minoritet inom den förstnämnda kyrkan höll sig dock utanför 1900 års union och behöll namnet Free Church of Scotland.
Majoriteten av UFCOS gick 1929 upp i Church of Scotland. En minoritet bildade UFCOS (Continuing). Tillägget "Continuing" ströks ur namnet 1934.
1939 hade man 23 000 medlemmar och har sedan dess tappat anhängare. Idag har man omkring 3000 medlemmar i ett femtiotal församlingar och tre prebyterier.
UFCOS tillhör organisationerna Action of Churches Together in Scotland, Churches Together in Britain and Ireland, World Communion of Reformed Churches och Kyrkornas världsråd. 